# Літтлвілл
Літтлвілл (англ. Littleville) — місто (англ. town) в США, в окрузі Колберт штату Алабама. Населення — 1038 осіб (2020).

## Географія
Літтлвілл розташований за координатами 34°35′42″ пн. ш. 87°40′15″ зх. д. / 34.59500° пн. ш. 87.67083° зх. д. (34.595132, -87.670739).  За даними Бюро перепису населення США в 2010 році місто мало площу 12,99 км², з яких 12,88 км² — суходіл та 0,12 км² — водойми.

## Демографія
Згідно з переписом 2010 року, у місті мешкало 1011 особа в 408 домогосподарствах у складі 302 родин. Густота населення становила 78 осіб/км².  Було 459 помешкань (35/км²).
Расовий склад населення:
| - 96,5 % — білих - 0,7 % — корінних американців - 0,7 % — чорних або афроамериканців - 0,6 % — азіатів |

До двох чи більше рас належало 1,1 %. Частка іспаномовних становила 1,8 % від усіх жителів.
За віковим діапазоном населення розподілялося таким чином: 23,6 % — особи молодші 18 років, 58,4 % — особи у віці 18—64 років, 18,0 % — особи у віці 65 років та старші. Медіана віку мешканця становила 41,1 року. На 100 осіб жіночої статі у місті припадало 95,2 чоловіків;  на 100 жінок у віці від 18 років та старших — 93,5 чоловіків також старших 18 років.
Середній дохід на одне домашнє господарство  становив 56 417 доларів США (медіана — 49 107), а середній дохід на одну сім'ю — 62 176 доларів (медіана — 51 875). За межею бідності перебувало 7,7 % осіб, у тому числі 7,6 % дітей у віці до 18 років та 4,7 % осіб у віці 65 років та старших.
Цивільне працевлаштоване населення становило 436 осіб. Основні галузі зайнятості: виробництво — 25,9 %, освіта, охорона здоров'я та соціальна допомога — 15,4 %, роздрібна торгівля — 14,2 %.